# (42483) 1990 VM1
1990 في أم 1 (ويعرف أيضًا باسم (42483) 1990 في أم 1 وفق تسمية الكوكب الصغير) (بالإنجليزية: 1990 VM1)‏ هو كويكب ضمن حزام الكويكبات؛ وترتيبه 42483 من حيث الاكتشاف.
اكتُشف هذا الجُرم الفلكي بواسطة هيروشي كانيدا في 12 نوفمبر 1990.

## وصلات خارجية
- (42483) 1990 VM1 في قاعدة بيانات مختبر الدفع النفاث لأجرام النظام الشمسي الصغيرة

- الاكتشاف · مخطط المدار ·  العناصر المدارية · المعلمات المادية

- (42483) 1990 VM1 على موقع ويكي سكاي: DSS2, SDSS, GALEX, IRAS, Hydrogen α, X-Ray, Astrophoto, Sky Map, Articles and images